# Chibougamau
Pour les articles homonymes, voir Chibougamau (homonymie).
Chibougamau est une ville du Québec (Canada) située dans la région administrative du Nord-du-Québec, à la frontière de la région du Saguenay–Lac-Saint-Jean. Comptant 7 553 habitants en 2018, il s'agit de la plus grande communauté de Baie-James et du Nord-du-Québec.

## Toponymie
L'origine du toponyme « Chibougamau » est encore discutée. La Commission de toponymie du Québec ne tranche pas sur une signification précise. Le mot contient les racines cries « shabo » (au travers) et « gamaw » (lac), de sorte que Chibougamau signifierait : lac traversé de bord en bord par une rivière. Certains penchent au contraire pour le sens innu « lieu de rendez-vous », ou encore : « détroit, là où l’eau est bloquée ». Les interprétations autochtones donnent aujourd'hui leur préférence au sens de « lieu de rencontre ».

## Histoire

### Découverte des ressources minières
Cette région a longtemps fait partie du territoire cri. Au XIXe siècle, l’exploitation des ressources minérales suscite un intérêt particulier. L’époque est marquée par une industrialisation rapide et développement des chemins de fer. Dans ce contexte, les besoins en minerais augmentent.

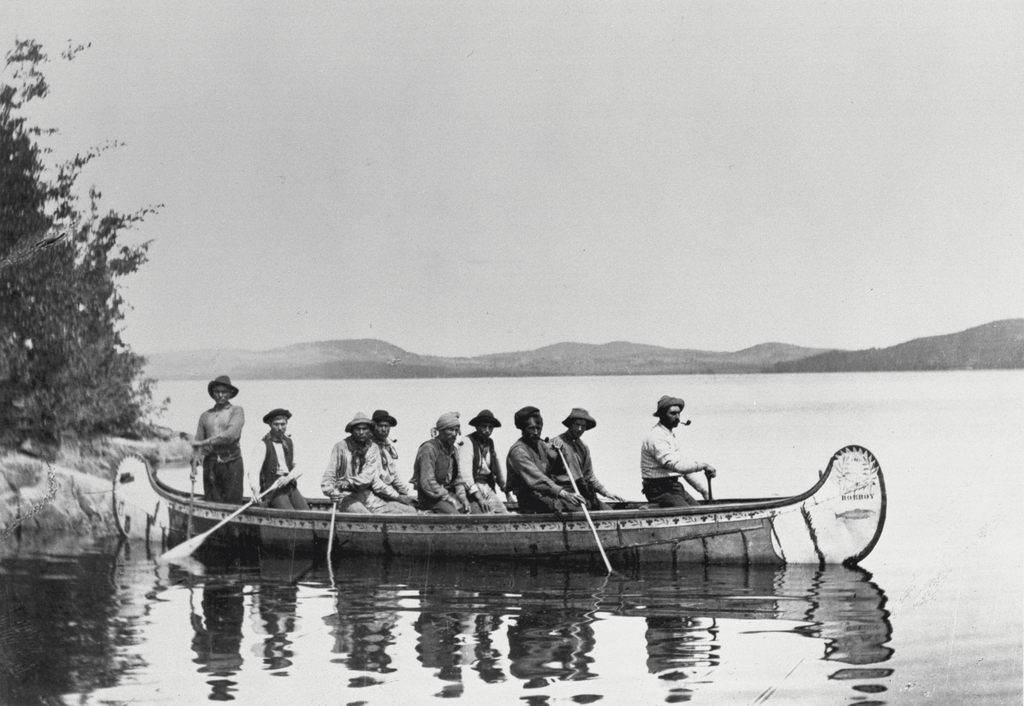
Expédition de A. P. Low au lac Chibougamau, 1892.

En 1857, James Richardson, œuvrant pour la Commission géologique du Canada, découvre des indices de minerais dans les environs de la «Paint Mountain» sur le lac Chibougamau. Son rapport publié en 1870 évoque le potentiel minier de la région et marque le début de l'intérêt pour la prospection dans le secteur. D'autres explorations confirment le potentiel minier, mais c'est en 1904, sous l'impulsion de Peter McKenzie et de l'ingénieur français Joseph Obalski, que commence la prospection en vue de l'exploitation des ressources minières.
Le gouvernement provincial débloque des fonds pour la construction d’un chemin de fer reliant Saint-Félicien au lac Chibougamau. Il crée aussi la Société minière de Chibougamau afin de développer le secteur. En 1910, son premier président, James Barlow, conclut toutefois que le potentiel minier est insuffisant pour justifier les coûts de la construction d'une voie ferrée. Le rapport Barlow et le déclenchement de la Première Guerre mondiale en 1914 ralentissent les projets d'exploitation minière dans le secteur.

### Traite des fourrures
En 1914, la Compagnie de la Baie d'Hudson (CBH) aménage un dépôt de marchandises sur la rive sud du lac Chibougamau. Avec le déclin de la route des fourrures entre le lac Mistassini et Fort Rupert (Waskaganish) et le développement de la voie ferrée en Haute-Mauricie, le lac Chibougamau devient un point pivot du commerce des fourrures. En 1929, la CBH y ouvre un véritable poste de traite, sur la péninsule Gouin. L'ouverture de ce comptoir attire de nombreuses familles de chasseurs cris, qui s'installent dans le secteur. Plusieurs y œuvrent au sein des brigades de canots qui assurent le transport de la fourrures mais aussi de marchandises et de prospecteurs. Le poste cesse ses activités en 1942. La bande du lac Chibougamau se déplace au Lac aux Dorés, plus près des campements miniers. Ils formeront plus tard le village d'Oujé-Bougoumou.

### Campement minier
Dans les années 1920, la prospection reprend et en 1922, la Chibougamau McKenzie Mines érige un premier chevalement sur un gisement à la baie des Cèdres, au lac aux Dorés. Dans les années 1930, Chibougamau fait l'objet de prospection intensive et une communauté de mineurs, de trafiquants d'alcool, de prospecteurs et de géologues y vit à l'écart de toute loi et de toute autorité policière. En 1934, le campement minier compte environ 1000 habitants. On y trouve un bureau de poste, une banque, un hôtel et une ligne téléphonique. En 1936, 33 compagnies minières œuvrent dans la région des lacs Chibougamau et Opémisca. L’isolement géographique et le déclenchement de la Seconde Guerre mondiale ralentissent le développement minier, qui s'accélère après la guerre.

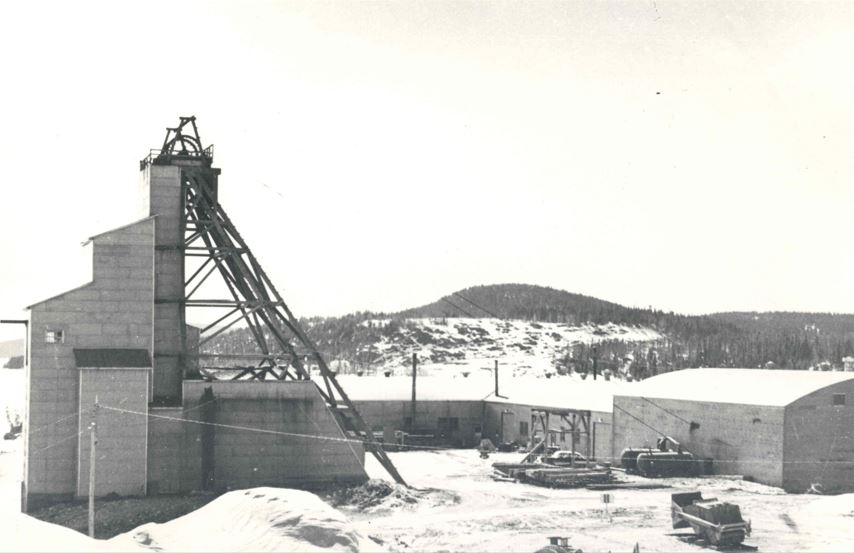
Mine Cedar Bay de Chibougamau.

### Fondation de la ville
Il faut attendre en 1949 pour qu'une route en gravier praticable à l'année relie Chibougamau au Saguenay-Lac-Saint-Jean. Nommée à l'époque le boulevard Onésime Gagnon, elle deviendra la route 167. Deux ans plus tard, la route de gravier reliant Chibougamau à l'Abitibi est aussi achevée. En 1952, la «municipalité du village de Chibougamau» est instituée. Elle accède au statut de ville le 1er septembre 1954. À ce moment, le premier maire de la ville, Jean-Baptiste Laflamme, est nommé par le lieutenant-gouverneur de l'époque, Gaspard Fauteux. Les premières élections ont lieu en 1958. Godefroy de Billy est le premier maire élu. Le journal local La Sentinelle est fondé en 1956, succédant au Chibougamau Miner (1949-1950) et au Courrier de Chibougamau(1956-1957).

### Station des forces canadiennes à Chibougamau
De 1962 à 1988, la ville accueille une station radar. Elle fait partie du réseau de surveillance de la ligne Pinetree, qui assure la surveillance du nord canadien au cours de la Guerre froide. La diminution de la menace et l'évolution de la technologie satellite mènent à la fermeture de la station.

### Feux de forêts

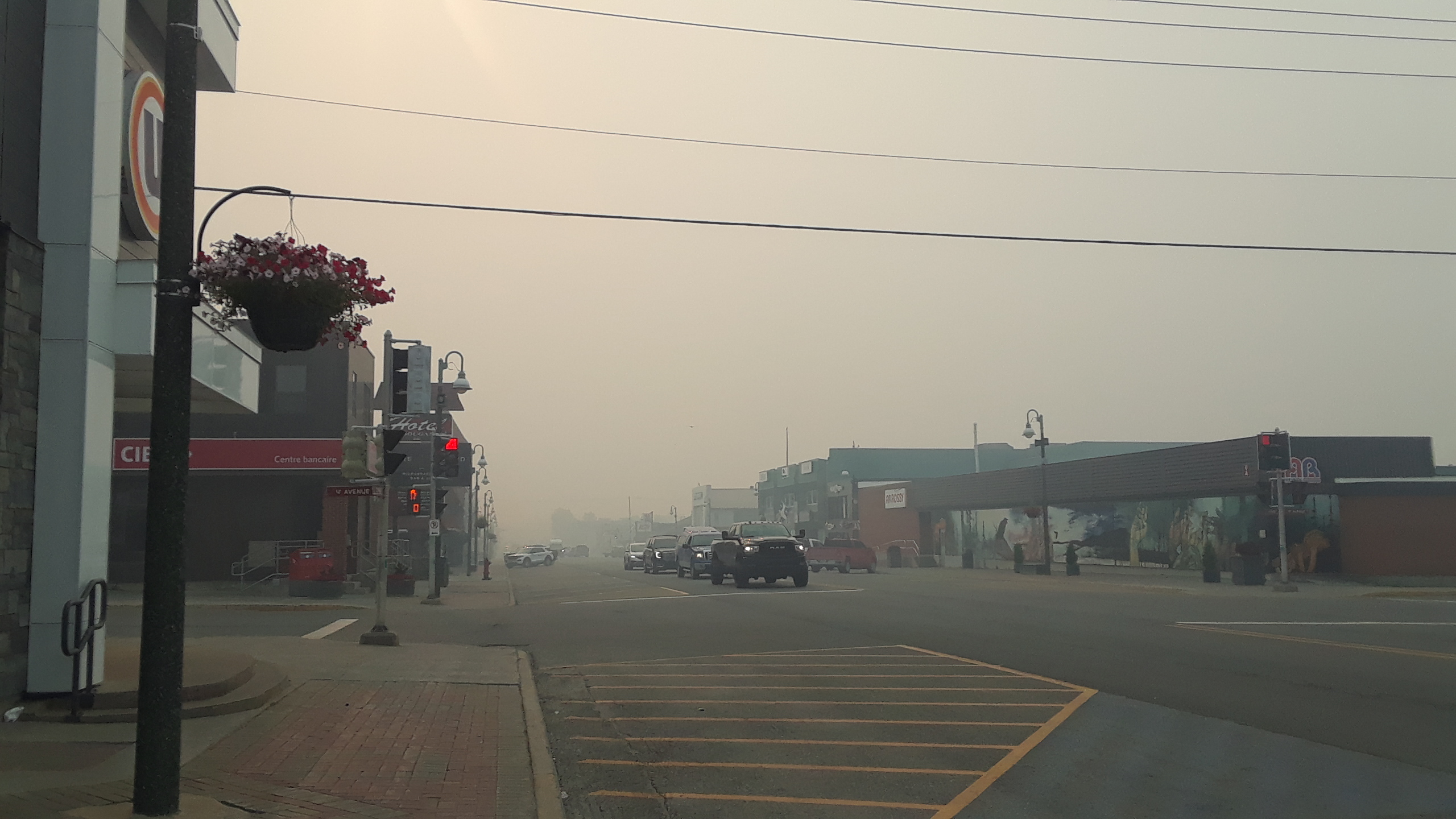
La 3e rue de Chibougamau sous la fumée, juin 2023.

La ville de Chibougamau étant entourée de forêts, les feux de forêts y représentent une menace occasionnelle pour la ville. Le 3 juin 2005, un feux de forêt à proximité de la ville force l'évacuation de près de 200 résidents. Le feu sévit à 500 mètres de la ville et à proximité de secteurs de villégiature. L'ordre d'évacuation est levé dès le lendemain,.
Le 6 juin 2023 en soirée, la mairesse Manon Cyr annonce à la population, que l'avancée d'un important feu de forêt force l'évacuation préventive complète de tous les résidents de la ville. Près de 8000 personnes sont redirigés vers le lac Saint-Jean au cours de la nuit. La ville voisine de Chapais est alors en alerte de pré-évacuation, et la communauté crie de Oujé-Bougoumou est aussi évacuée. Un hébergement temporaire est établi à Roberval, alors que la route 167 est fermée à la circulation,. L'ordre d'évacuation est levé le 12 juin 2023. La proximité des feux de forêts demeure préoccupation pour les autorités locales au cours du mois de juin 2023 et la ville est régulièrement plongée dans un épais brouillard de fumée.

## Géographie
Située à environ 230 km du Lac Saint-Jean au sud et à 400 km de l'Abitibi à l'ouest, il n'y a pas d'autres villes à proximité sauf Chapais, ce qui fait sa particularité et son isolement.
Chibougamau a longtemps été la fin de la route asphaltée au Québec. En effet, elle est la toute dernière communauté avant les territoires autochtones du nord. Elle est aujourd'hui accessible par les routes 167 (depuis le Lac-St-Jean) et 113 (depuis l'Abitibi).
La ville se trouve presque entièrement circonscrite par le territoire de la municipalité d'Eeyou Istchee Baie-James, sauf à ses limites sud-est, où le territoire non organisé de Lac-Ashuapmushuan est situé.
Certaines localités sont situées à proximité de Chibougamau sans en être adjacentes. La ville de Chapais est distante de 41 km (à moins de 30 minutes de route) et le territoire cri d'Oujé-Bougoumou est distant de 55 km (à environ 45 minutes de route).
Chibougamau borde les rives du lac Gilman, où l'on retrouve une plage et un sentier pédestre y faisant le tour sur une distance de 7,5 km.

## Démographie
| 1956  | 1961  | 1966  | 1971  | 1976   | 1981   | 1986  |
| ----- | ----- | ----- | ----- | ------ | ------ | ----- |
| 1 262 | 4 765 | 8 902 | 9 701 | 10 536 | 10 732 | 9 922 |

| 1991  | 1996  | 2001  | 2006  | 2011  | 2016  | 2021  |
| ----- | ----- | ----- | ----- | ----- | ----- | ----- |
| 8 855 | 8 664 | 7 922 | 7 563 | 7 541 | 7 504 | 7 233 |

### Langues
À Chibougamau, selon l'Institut de la statistique du Québec, la langue parlée le plus souvent à la maison en 2011 sur une population de 7 500 habitants, est le français à 95,73 %, l'anglais à 1,67 % et les autres langues à 1 %.

### Communauté philippine
La pénurie de main d'œuvre en Eeyou Istchee Baie-James incite la plus grande entreprise de Chibougamau, Chantiers Chibougamau, à recruter de la main d'œuvre aux Philippines dès 2018. En 2022, près de 20% des employés de l'entreprise sont des nouveaux arrivants. Une approche d'intégration des travailleurs est déployée, menant à l'établissement d'une cinquantaine de familles de travailleurs, créant une petite communauté philippine. La même année, l'entreprise entreprend la construction d'un nouveau quartier résidentiel afin de faciliter l'installation de ces nouveaux résidents.

## Administration
Les élections municipales se font en bloc pour le maire et les six conseillers.
| Chibougamau Maires depuis 2003                                                                                       |              |         |          |
| Élection | Maire        | Qualité | Résultat |
| 2003 | Donald Bubar |         | Voir     |
| 2005 | Donald Bubar | Voir    |          |
| 2009 | Manon Cyr    |         | Voir     |
| 2013 | Manon Cyr    | Voir    |          |
| 2017 | Manon Cyr    | Voir    |          |
| 2021 | Manon Cyr    | Voir    |          |
| Élection partielle en italique Depuis 2005, les élections sont simultanées dans toutes les municipalités québécoises |              |         |          |

## Climat
La ville de Chibougamau bénéficie d'un climat subarctique avec des hivers longs et froids et des étés courts et frais. Dfc selon la classification de Koppen. D'ailleurs, à cause de sa proximité avec la baie d'Hudson, Chibougamau connaît des températures hivernales très froides. Des minimums près de −40 °C sont très fréquents pendant le mois de janvier. Pendant l'été, il est possible mais rare que le mercure affiche des maximums de plus 27 °C. Toutefois, les nuits restent fraîches toute l'année, même en période de canicule.Le mois le plus chaud est juillet, lorsque les températures atteignent régulièrement la barre des 20 °C.
En ce qui a trait à la pluviométrie, Chibougamau connaît un climat beaucoup plus sec que les villes plus au sud telles que Québec, Montréal et Val-D'Or. Annuellement, la ville reçoit environ 640 mm de pluie et 349 cm de neige. Les records actuels de température sont de 33,8 °C le 19 juillet 1991 et −44,5 °C le 11 janvier 1984.

## Économie

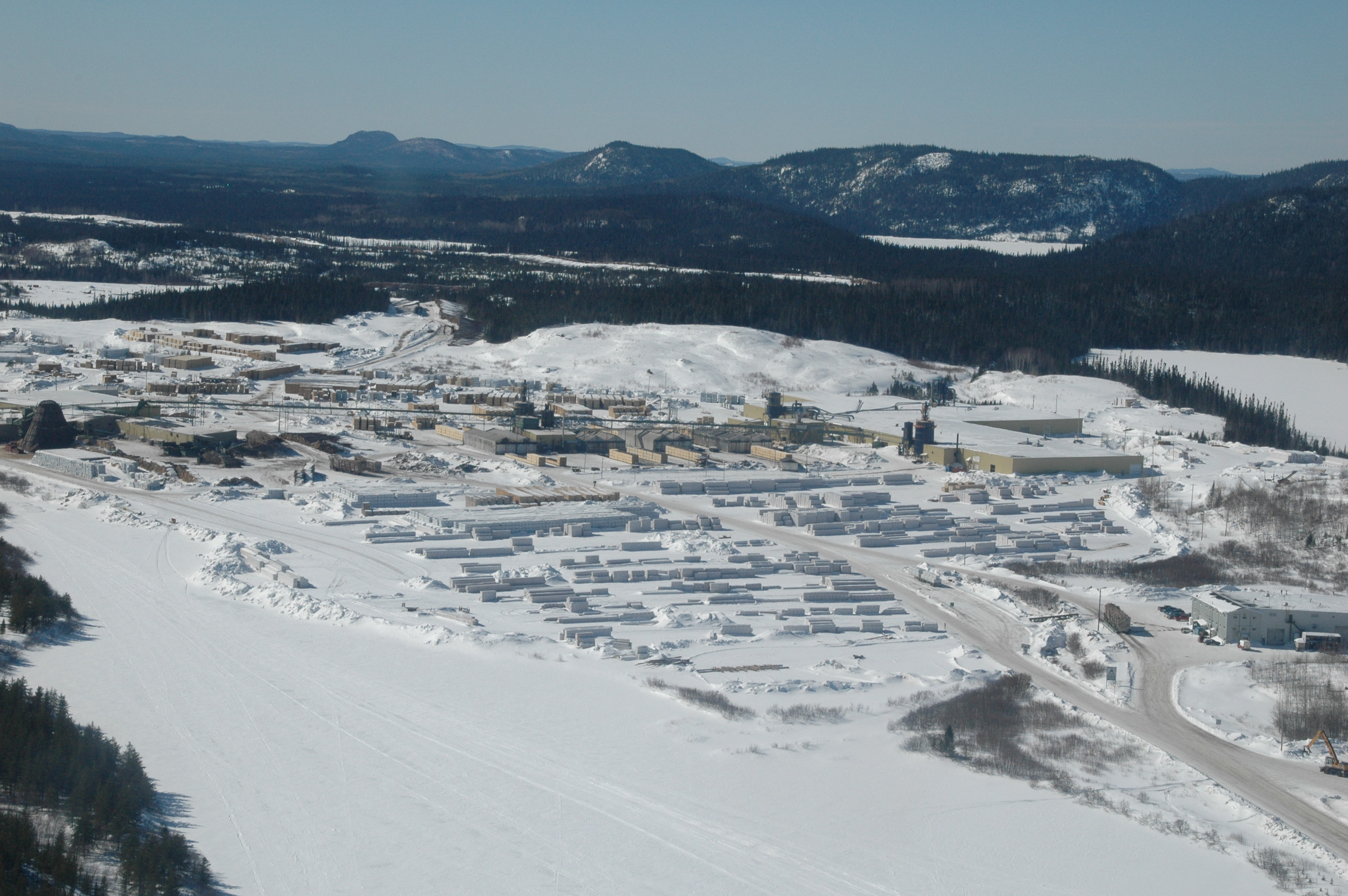
Vue aérienne de Chantiers Chibougamau, 2008.

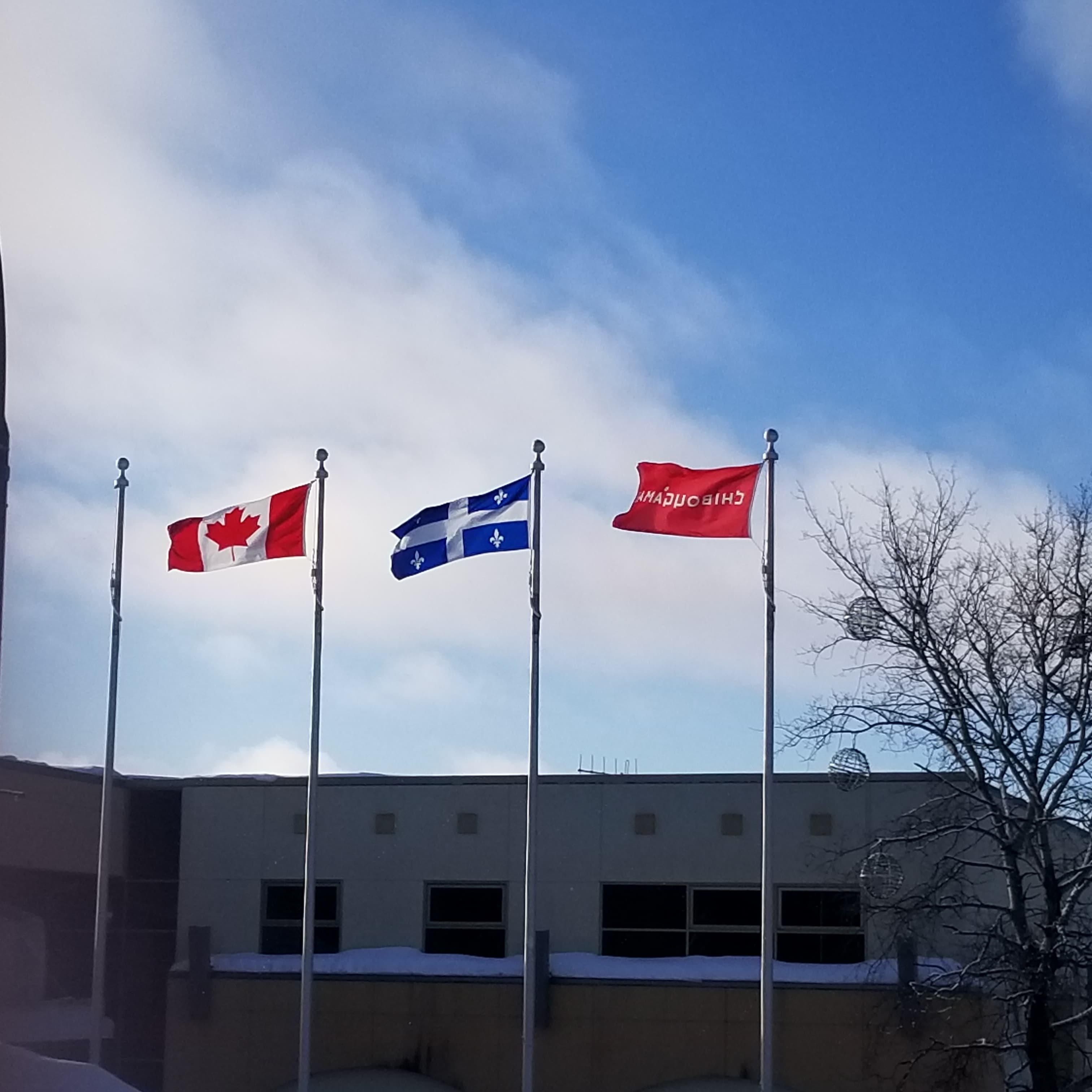
Drapeau de Chibougamau, situé près de l'Hôtel de Ville.

La ville est fondée pour les besoins de l'industrie minière. Au début des années 1960, la production de cuivre et d'or dans la région de Chapais et de Chibougamau (en particulier aux mines Copper Rand, Opémiska et Principale) sont si prospères que la construction d'une fonderie est envisagée. Entre 1960 et 1971, le camp minier de Chapais et Chibougamau est le plus important producteur de cuivre de l'Est du Canada. Au cours des années 1980 et 1990, le secteur connaît d'importantes difficultés, engendrées par la chute du prix des métaux. Les mines autour de Chibougamau ferment toutes entre 1980 et 2008.
Depuis, le plus important employeur est l'entreprise Chantiers Chibougamau, fondée en 1961 par Lucien Filion, est un employeur important.

## Héraldique
| L'écu de la ville de Chibougamau se blasonne ainsi : D’or à la fasce enregrelée de gueules accompagnée en chef de trois sapins arrachés de sinople et en pointe d’une pickaxe de bois. |

## Attraits et culture
Le Festival Folifrets Baie-James est un carnaval hivernal alliant compétition de motoneiges et activités pour toute la famille. Le festival était autrefois connu sous le nom de Grand Rallye international de Chibougamau. Il existe depuis 1967.
Le Festival en Août est un festival de musique qui a lieu au début du mois d’août chaque année depuis 1999. Le festival est une organisation de la Ville de Chibougamau. L'événement qui se tient sur la 3e rue, attire chaque année plus de 6000 visiteurs. La programmation annuelle inclut notamment des spectacles en plein air, un tournoi de volley-ball de plage, une journée familiale et un marché d’artistes et artisans. 
La Débâcle est un festival de musique qui a lieu chaque printemps depuis 2014. Le titre est inspiré de la période de la débâcle des glaces, qui a lieu au même moment. L'évènement anime le centre-ville de Chibougamau en incitant les festivaliers à se déplacer d'un bar à l'autre afin d'assister à différents concerts.
Les Voix de la Vallée du cuivre est chorale fondée en 1968 et implantée dans la communauté. Chibougamau est aussi un cœur important de la vie artistique régionale : les organismes les Arts en Nords et BABA regroupent des artistes professionnels et amateur d'Eeyou Istchee Baie-James.
La Société d'histoire de la Baie-James (SHBJ) est un organisme voué à la mise en valeur de l'histoire et du patrimoine régional. L'organisme possède une salle d'exposition et est un service d'archives privées agréé par Bibliothèque et Archives nationales du Québec.
En 2021 la microbrasserie et bar à vin Maître Renard ouvre ses portes à Chibougamau. Il s'agît de la première microbrasserie à voir le jour dans le Nord-du-Québec. L'entreprise se fait rapidement une place dans le milieu : en 2022 sa bière Renard brun remporte la médaille de bronze à la Coupe des bières du Canada, dans la catégorie « bière de style canadien ».
Le parc régional Obalski contient de nombreux sentiers pédestres, de raquettes et de circuits canotables entre la ville de Chibougamau et le lac aux Dorés. Il est possible d'accéder au parc régional depuis la ville, via trois sentiers. Ceux-ci débutent à la plage municipale du lac Gilman, au centre plein air Mont-Chalco et en face de l'hôpital.

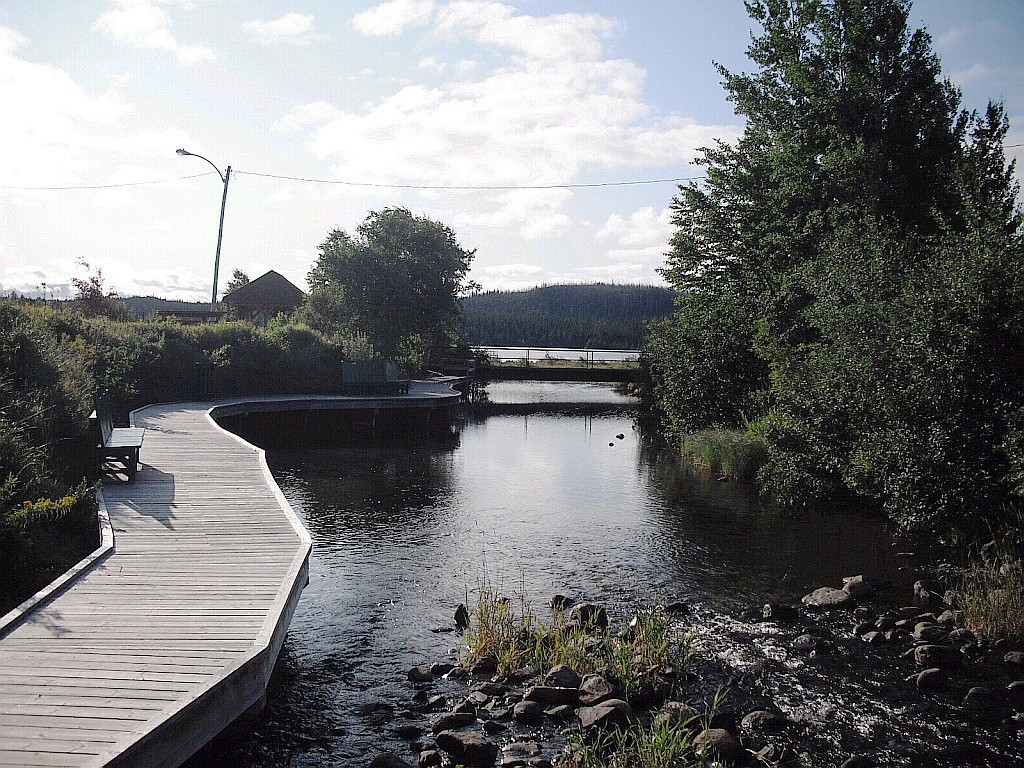
Vue sur le lac Gilman, près de la 3e Rue.

## Sport
Entre 1977 et 2005, Chibougamau gagne la réputation d'être la pépinière de l'escrime au Canada. Le club Scaramouche, fondé en 1967 par Henri Sassine s'illustre sur la scène olympique à Los Angeles (1984), Séoul (1988), Barcelone (1992) et Atlanta (1996). Finalement le club ferme ses portes en 2005, faute de relève et à la suite de problèmes financiers,.

## Personnalités associées
| - Godefroy de Billy, homme politique ; - Hélène de Billy, journaliste et auteure - Manon Cyr, femme politique ; - Henri Sassine, maître d'armes et entraîneur olympique ; - Sandra Sassine, escrimeuse et athlète olympique ; - Jean-Paul Banos, escrimeur et athlète olympique ; - Jean-Marie Banos, escrimeur et athlète olympique ; - Daniel Perreault, escrimeur et athlète olympique ; - Claude Marcil, escrimeur et athlète olympique ; - Jacynthe Poirier, escrimeuse et athlète olympique ; - Tony Plourde, escrimeur et athlète olympique ; - Evans Gravel, escrimeur et athlète olympique ; - Gabriel Fleury, prospecteur ; | - Marie-Louise Arsenault, journaliste et animatrice ; - Fred St-Gelais, musicien, compositeur et réalisateur artistique ; - Guy Lalancette, écrivain ; - Louis Lalancette, bassiste du groupe Projet Orange ; - Dominic Silion, humoriste, membre du duo Dominic et Martin ; - Jean-Claude Simard, artiste peintre ; - Peter McKenzie, prospecteur ; - Jos Chibougamau, prospecteur ; - Larry Wilson, prospecteur et auteur ; - Scotty Stevenson, pilote de brousse. |

## Particularité
En 2014, selon l'Institut canadien d'information sur la santé, la région Nord-du-Québec – dont Chibougamau fait partie – occupe le 1er rang au Québec quant à la consommation d'alcool.
Chibougamau n'est plus un Village-relais.

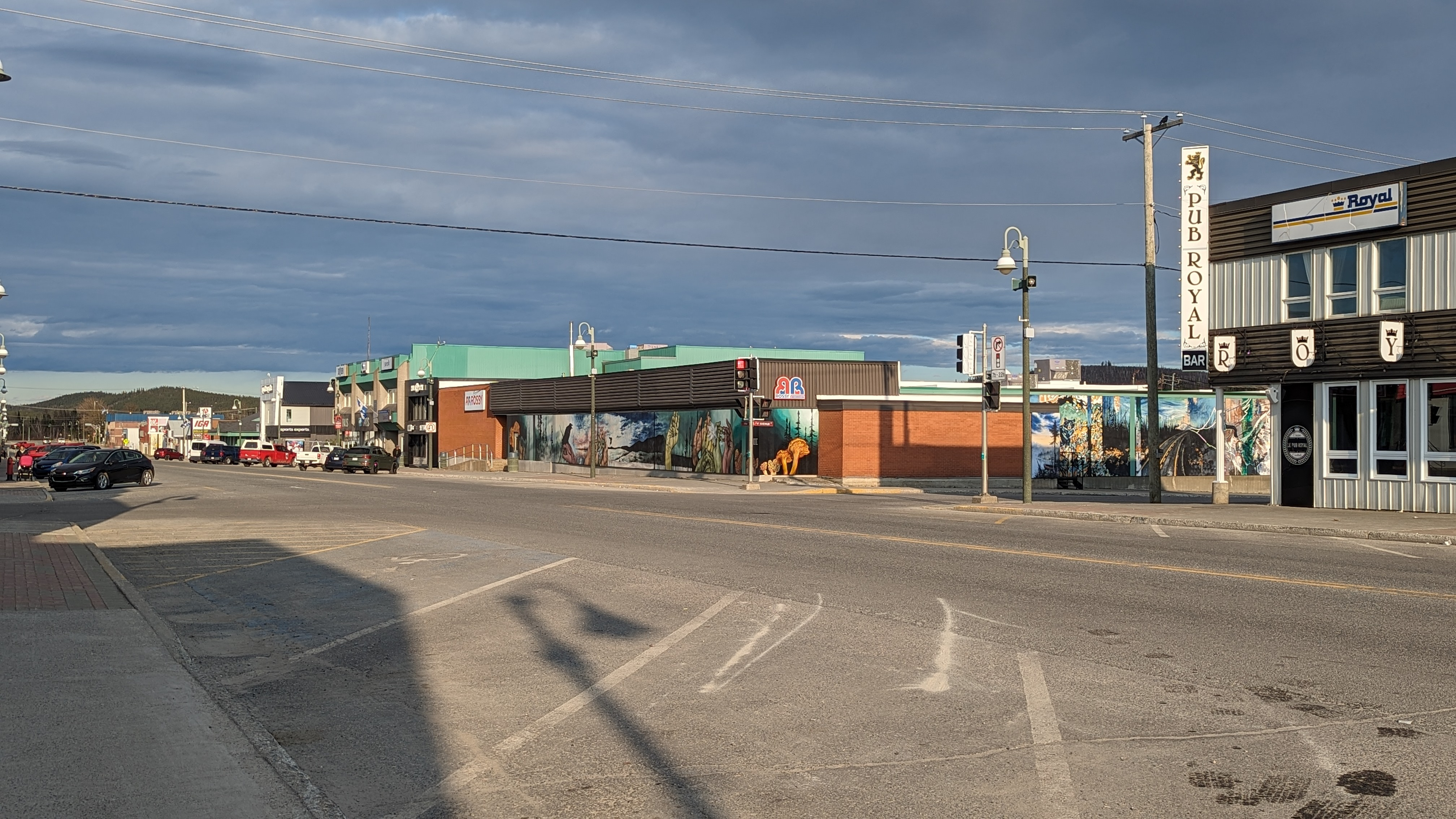
3e rue de Chibougamau, 2024.

## Dans la culture
Le documentaire de Michel Gauthier, Débarque-moué au lac des Vents, pour l'Office nationale du film en 1974, présente la ville de Chibougamau, moderne, en opposition au parcours de prospecteur d'un de ses résidents, Adrien Tremblay.
La ville est citée dans la chanson Pub Royal des Cowboys fringants, dans la chanson Dolorès de Robert Charlebois ainsi que dans la chanson Boogie Woogie Chibougamau de Lavender Hill Mob.
Le roman autobiographique L'Appel du Chibougamau de Larry Wilson, publié en 1956, relate les débuts du campement minier de Chibougamau.
Le film Une rivière imaginaire, d'Anne Ardouin, parut en 1993, explore les liens au territoire de géologues et de prospecteurs, notamment à Chibougamau.

### Filmographie
- 1974 : Débarque-moué au lac des Vents. (1h11 minutes). Documentaire de Michel Gauthier, ONF.